# Jennifer Frino
Jennifer Frino (ur. 1 czerwca 1978) – włoska snowboardzistka. Nie startowała na igrzyskach olimpijskich. Na mistrzostwach świata najlepszy wynik uzyskała na mistrzostwach w Kreischbergu, gdzie zajęła 7. miejsce w snowcrossie. Najlepsze wyniki w Pucharze Świata osiągnęła w sezonie 2002/2003, kiedy to zajęła 12. miejsce w klasyfikacji snowcrossu.
W 2006 r. zakończyła karierę.

## Sukcesy

### Mistrzostwa Świata
| Miejsce | Dzień       | Rok  | Miejscowość | Konkurencja    | Zwycięzca   |
| ------- | ----------- | ---- | ----------- | -------------- | ----------- |
| 7.      | 19 stycznia | 2003 | Kreischberg | Snowboardcross | Karine Ruby |

### Puchar Świata

#### Miejsca w klasyfikacji generalnej
- 2001/2002 - -
- 2002/2003 - -
- 2003/2004 - -
- 2005/2006 - 174.

#### Miejsca na podium
1. Whistler – 11 grudnia 2003 (Snowcross) - 2. miejsce